# Torsten Romanus
Torsten Kjellberg Romanus, född 17 februari 1910 i Kungsholms församling i Stockholm, död 9 januari 2004 i Munsö församling, Stockholms län, var en svensk läkare. Han var son till Carl Romanus och Gerda Kjellberg.
Efter studentexamen 1929 blev Romanus medicine kandidat 1932, medicine licentiat vid Karolinska institutet 1938 samt medicine doktor och docent i arvsbiologi vid Uppsala universitet 1946. Han var rasbiolog vid Statens institut för rasbiologi 1942–50, blev docentstipendiat vid Uppsala universitet 1950, docent i arvsbiologi vid Karolinska institutet 1955, rättsantropolog vid Statens rättsläkarstation i Stockholm 1956 och var föreståndare för rättsantropologiska laboratoriet 1962–75. Han blev marinläkare av första graden i Marinläkarkårens reserv 1949. Han var medlem av socialpsykiatriska nämnden 1946–76 och ledamot av Medicinal-/Socialstyrelsens vetenskapliga råd 1951–76. 
Utöver doktorsavhandlingen Psoriasis from a Prognostic and Hereditary Point of View (1945) författade Romanus skrifter i dermatologisk venereologi och medicinsk genetik.
Han var gift från 1938 med Margareta Forsberg (1910–2003).